# 通用电气
（簡稱）是源自美國的跨國綜合企業，經營產業包括電子工業、能源、運輸工業、航空航天、醫療與金融服務 ；總部位於波士頓、公司則在紐約州註冊，业务遍及世界100多个国家，拥有员工約28萬7千人。根據財星500大統計，其2016年營業額為1,404億美元，是美國第8大、世界第27大企業。2024年4月2日，通用電氣拆分為GE航天、奇異維諾瓦、GE醫療三家公司。

## 历史
在1889年期間，托马斯·爱迪生在许多与电气有关的公司中拥有商业利益：包括有1876年创立的灯泡制造商爱迪生灯泡公司、生产直流发电机和大型电动机的爱迪生机器厂，還有生产灯具、插座及其他电气照明装置的伯格曼公司，還有专利持有的公司而且還是財務武器的爱迪生电灯公司，而后者在财务上由J·P·摩根和范德比尔特家族後援。1889年4月24日，在由J.P.摩根和安东尼·约瑟夫·德雷克塞尔创立的德雷克塞尔与摩根公司的帮助下，爱迪生合併了這几家公司成立了爱迪生通用电气公司。同年，公司收购了斯普拉格电气铁路发动机公司。与此同时，查尔斯·A·科芬领导汤姆孙-豪斯顿电气公司收购了多家竞争对手并获得其关键专利。
1892年，位于纽约州的爱迪生通用电气公司和位于马萨诸塞州的汤姆孙-豪斯顿电气公司合并成立通用电气公司。这两家工厂至今仍在运作。
1896年，道琼斯工业指数榜设立，通用电气公司是当时榜上的12家公司之一，时至2018年6月20日，它是唯一一个仍在指数榜上的公司。
1911年美國國家電燈協會并入通用电气。通用电气接着在俄亥俄州東克里夫蘭市內拉公園創辦通用照明。
1919年，GE同AT&T合资创办了美国无线电公司（RCA）。
GE曾经是世界上第八大電腦制造公司，1950年代它曾是美国之外最大的電腦製造商。1970年，GE将旗下的计算机业务卖给公司。
1986年，GE收购美国无线电公司，主要用于服务NBC的电视网络。2004年，GE收购威望迪公司并于NBC合并，成立NBC环球。
2005年11月19日瑞士再保險集團（Swiss Re）同意以68億美元（約530.4億港元），收購GE旗下的再保險業務安裕再保險公司GE Insurance Solutions。這是瑞士再保險歷來最大宗的收購。
2011年8月25日，GE在香港開設全球增長及營運總部（Global Growth & Operations Headquarters），負責管轄美國以外的全球業務發展。
2013年2月14日，美國最大有線電視公司康卡斯特宣布，從GE手上購入NBC環球餘下49%股權，涉資167億美元（約1,302億港元），另再向GE支付14億美元買入購入持有的洛克菲勒中心30號（30 Rockefeller Plaza）及，另一處是CNBC電視頻道位於新澤西州Englewood Cliffs的總部大樓。GE表示交易將錄得10億美元稅前得益。收購代價將源自114億美元現金、向通用電氣發行40億美元優先債券、20億美元的其他借款和向通用電氣發行7.25億美元的附屬優先股。7月3日通用电气以24.1亿美元出售泰國大城银行全部25.33%的股权給三菱東京日聯銀行。
2014年5月1日GE斥資124億歐元（170億美元）現金收購法國阿爾斯通（Alstom SA）旗下全球電力業務7月21日通用電氣分拆北美消費金融公司Synchrony Financial：SYF，在紐交所掛牌上市，是次IPO將以每股23美元至26美元的價格，發行1.25億股股份，至多籌資32.5億美元，估值介乎170億美元至210億美元。10月14日通用電氣旗下金融子公司通用金融將斥資17.75億美元收購直升機租賃公司Milestone Aviation Group Ltd.，
2015年3月16日科爾伯格－克拉維斯－羅伯茨（Kohlberg Kravis Roberts & Co.,通常簡稱為KKR)以及德意志銀行的財團斥資82億澳元(約487億港元)63億美元收購通用金融澳洲及新西蘭的費者貸款業務.4月10日黑石集團和富國銀行將合共買入GE物業部門GE Capital Real Estate的大多數資產，作價總值230億美元左右，另外40億美元商用物業將售予其他買家。
2015年6月9日加拿大退休金計畫投資委員會(CPPIB)以120億美元收購GE旗下美國私募股權貸款業務Antares Capital和30億美元的銀行貸款組合。被CPPIB收購之后，antares capital將保留現有名字，并作為一項獨立業務運營。6月30日加拿大元素金融（Element Financial Corp.）以69億美元收購通用電氣旗下（GE Capital）位於美國、墨西哥、澳大利亞和新西蘭的車隊融資業務GE Capital Fleet Services。三井住友銀行以22億美元收購通用電氣旗下歐洲專門協助私有化融資的分支European Sponsor Finance。出售不包括通用電氣與Ares合資持有的European Senior Secured Loan Programme and European Loan Programme的10億美元權益。
2015年8月12日GE以90億美元出售旗下美國醫療保健金融部門給第一資本。8月13日通用電氣出售旗下通用資本銀行的網上存款平台、以及存入該平台的約160億美元存款售予高盛集團。交易的金額包括約80億美元的網上存款帳戶、以及80億美元的經紀定存單。12月7日因遭到美國司法部反對，通用電氣終止向伊萊克斯出售家電業務的交易。
2016年1月16日青島海爾(600690)以54億美元（約421億港元）現金收購通用電氣的家電業務相關資產，本次收購包括通用電氣家電所持有位於墨西哥的家電企業Mabe的48.4%權益。6月7日由海爾集團控股41%的青島海爾和通用電氣今日宣布，雙方已就青島海爾整合通用電氣家電公司的交易簽署所需的交易交割文件。今天標誌著通用電氣家電正式成為青島海爾的一員。
2016年9月6日通用電氣合共斥資14億美元（約109億港元）收購兩家歐洲3D打印集團，瑞典Arcam和德國SLM Solutions。
2016年11月10日通用電氣將旗下石油和天然氣業務和貝克休斯合併，新公司將命名為BHGE貝克休斯，在休士頓和倫敦同時擁有兩個總部，將從2017年7月5日開始在紐約證券交易所交易，通用電氣將持有新公司62.5%股權。
2017年3月10日和加拿大魁北克儲蓄銀行成立70：30的合資公司以32億歐元現金收購奇異旗下的GE水處理及工藝過程處理公司(GE Water & Process Technologies)100%股權。
2018年5月20日通用电气(GE)与铁路设备制造商西屋制動公司达成协议，将旗下运输业务GE Transportation与西屋制动合并，交易金额达111亿美元。通用电气将把运输业务的一部分股权售予西屋制动，同时将一部分股权分拆给通用电气的股东，然后将通用运输与西屋制动的全资子公司合并。交易完成后，通用电气股东将持有合并后公司40.2%股权，通用电气将持有9.9%股权，Wabtec股東持有餘下權益。合并后公司的股权价值将超过200亿美元。
2018年6月20日標普道瓊斯指數服務公司公布新一輪道指成份股，將通用電氣GE剔出道指成份股，令其111年道指成份股歷史告終，取代其成為道指新貴的是沃爾格林。年6月25日通用电气以32.5亿美元出售旗下大型工业发动机制造子公司给私募股权投资公司安宏资本(Advent International)。
2019年2月27日通用电气以214亿美元現金出售旗下生物製藥事業Biopharma給丹納赫（Danaher）。
2021年3月10日通用电气出售飛機租賃部門GE Capital Aviation Services與競爭對手AerCap Holdings NV，通用电气將獲得合併後公司約46%股份。
2021年11月8日，通用電氣宣佈重組計劃，將公司分拆成三個上市公司，分別專注於航空、醫療健康和能源。
2024年4月2日，通用電氣拆分為GE航天、GE Vernova、GE醫療三家公司。

### 裁员
- 2008年12月12日，由于产量缩减，加上受其子公司金融服务公司（GE资本）和照明以及医疗器械部门经营下滑的影响，GE公司2008年第四季度利润与上年同期相比下降了44%，财务报告比预想要低，而被迫计划裁员[16]。

- 2009年2月12日，由于受公司部门调整影响，公司的裁员人数从4,000人上升到12,000人，并预告09年第一季度结果必定比预想的要低[17]。

### 2014年起出售家电业务
2014年7月，有消息指通用电气将出售其家电业务。通用电气CEO杰弗里·伊梅尔特于7月下旬对投资者表示，“公司将大力发展燃气机，喷气式发动机及能源等核心业务，并大舉退出非核心业务。”非核心业务中就包括了其家电业务。
通用电气的家电业务已有百年历史，2008年通用电气曾考虑出售这部分业务但最终搁浅。目前，通用电气的家电业务在其整体业务中的比重已经越来越小，2013年的数据显示，家电和照明业务营收83亿美元，仅占通用电气总销售额的6%，盈利3.8亿美元，仅为其总利润的2%。不过，通用电气的家电业务在美国仍保持着第二的市场份额，仅次于惠而浦，旗下的家电品牌包括GE Monogram、GE Cafe和Hotpoint。
据《华尔街日报》的报道，本次收购价格为25亿美元，约合近155亿人民币，潜在买家包括通用电气的墨西哥合作伙伴Controladora Mab、三星、LG电子以及海尔。不过三星和LG方面并未表示出明顯的收购意愿，海尔被认为是最有可能的买家。2016年成功被海爾以56億美元的價格買走，包含千項專利。

### 通用电气中国
1906年，GE开始同中国的贸易。1908年，GE在沈阳建立了第一家灯泡厂。1934年GE开始在中国提供进口电气设备的安装和维修服务。1979年GE与中华人民共和国重建贸易关系。1991年第一家合资企业GE航卫医疗系统公司在北京成立。
现在2024年，GE航太中國的總裁是向偉明，销售额达到44亿美元，有12300名员工。

## 公司事务

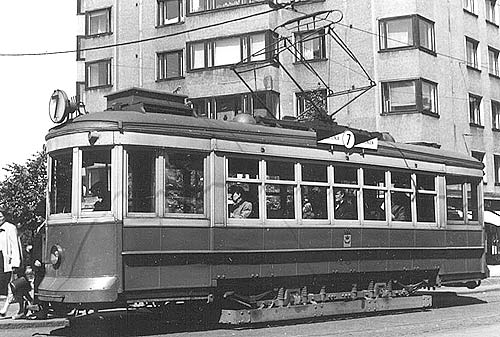
通用街頭電車tram 76 (1951)

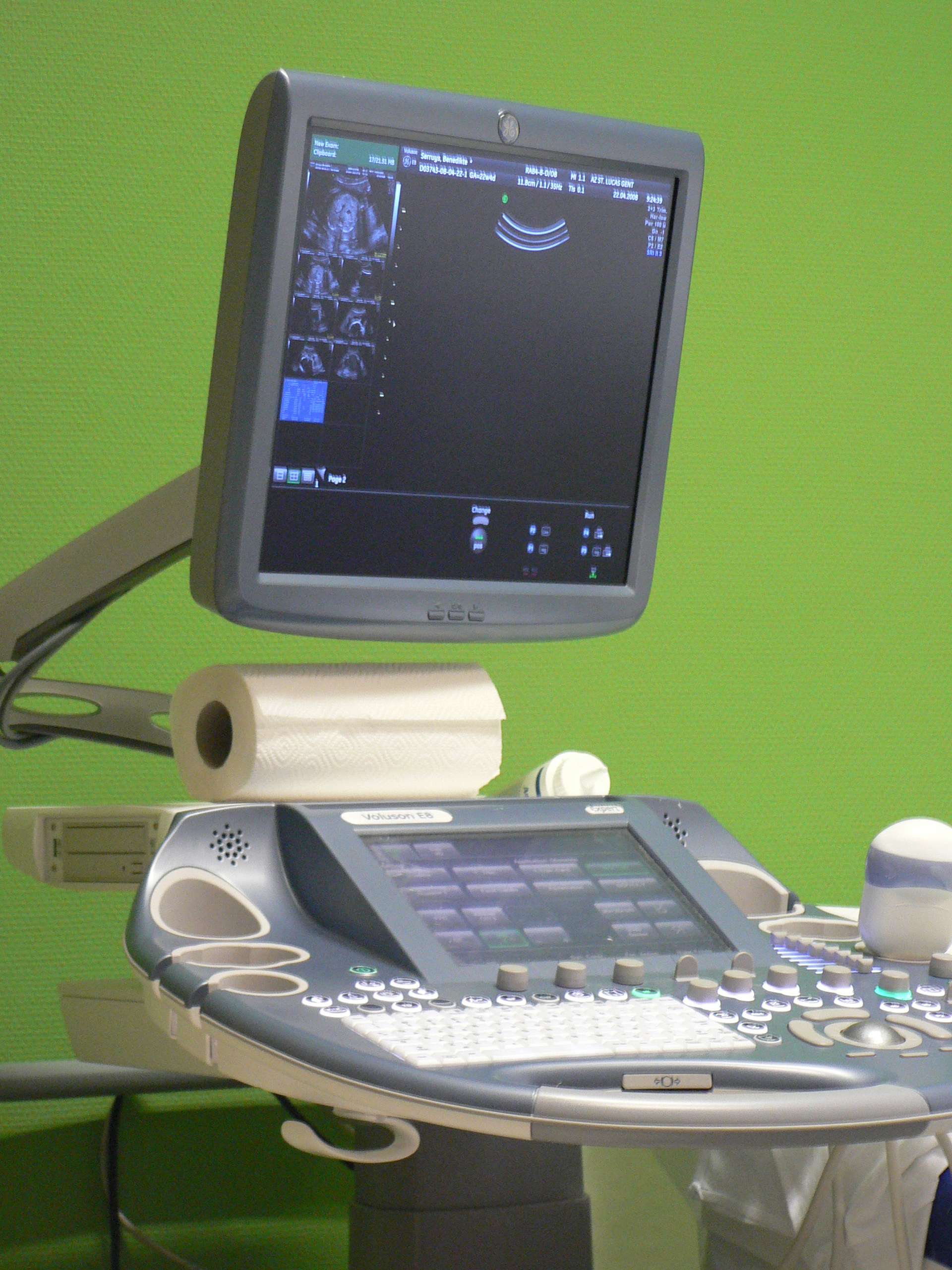
通用電子生產的醫療超声波器材

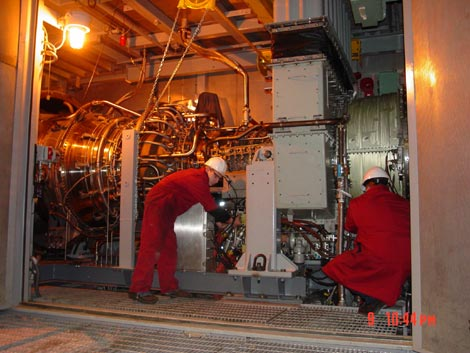
LM6000燃氣渦輪機

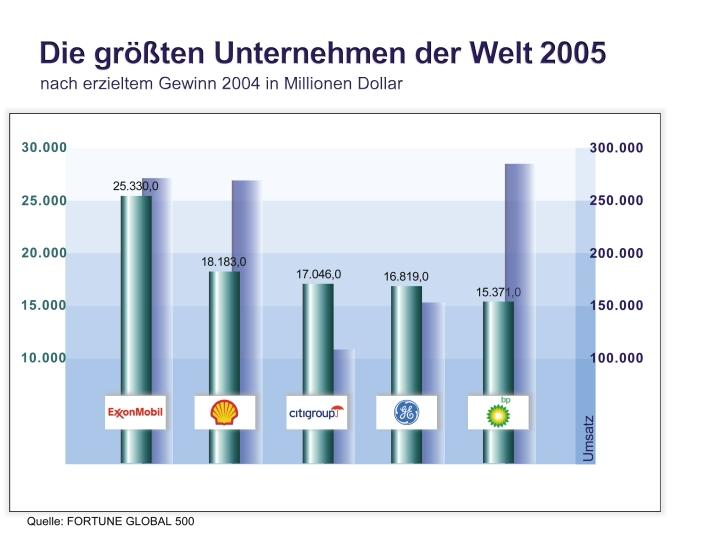
通用電子2005市值全球第四

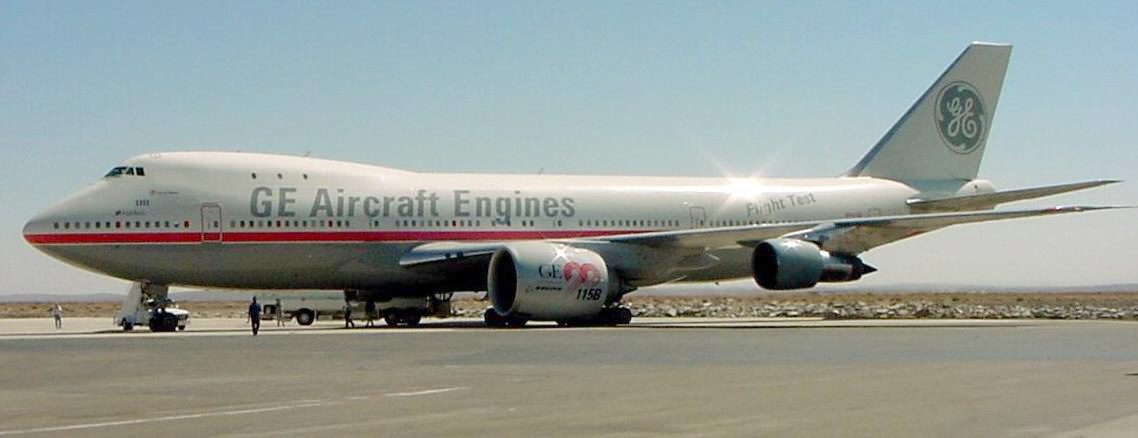
GE90-115飛機引擎於波音747上測試；該機為通用專用測試機

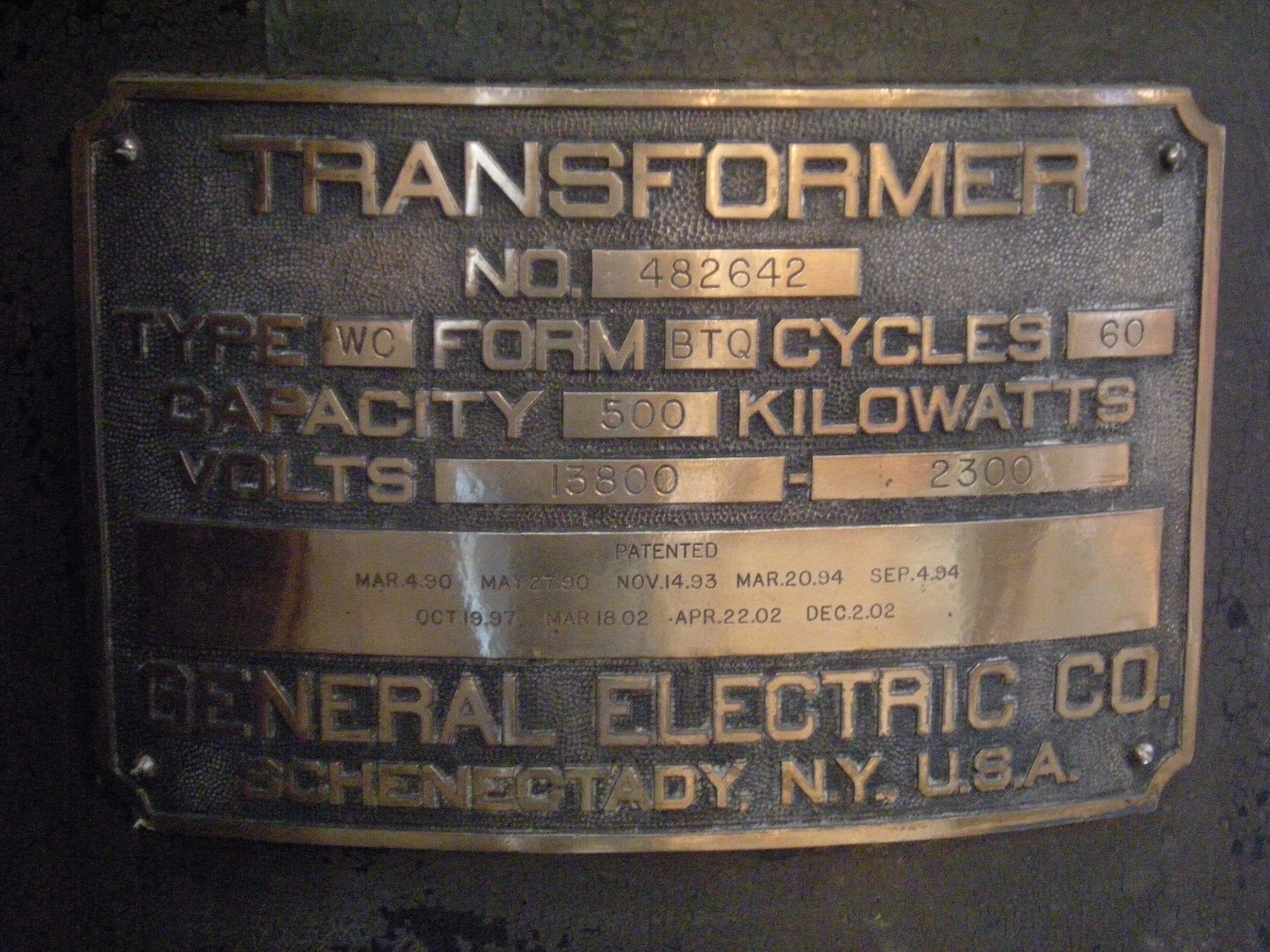
喬治城發電廠的通用紀念銘牌

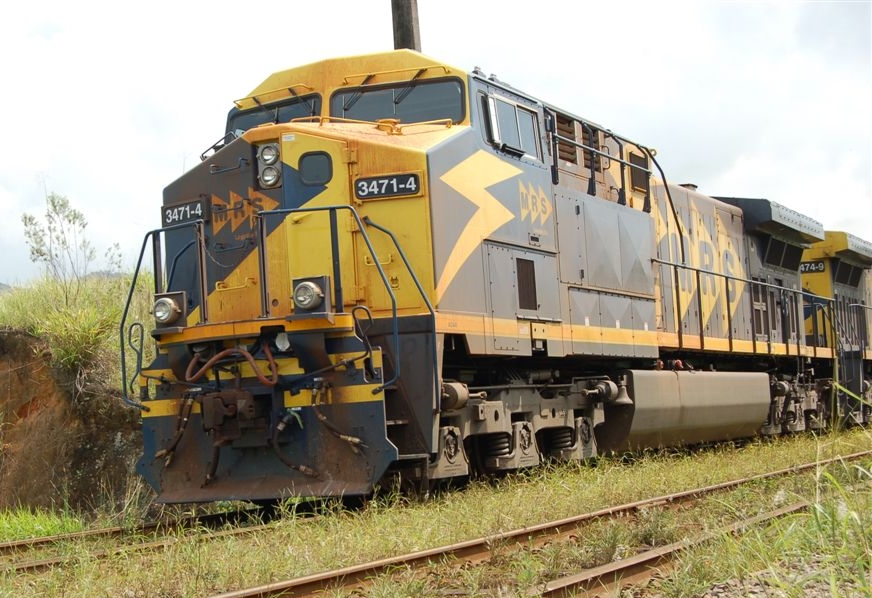
GE AC44i柴油机车頭

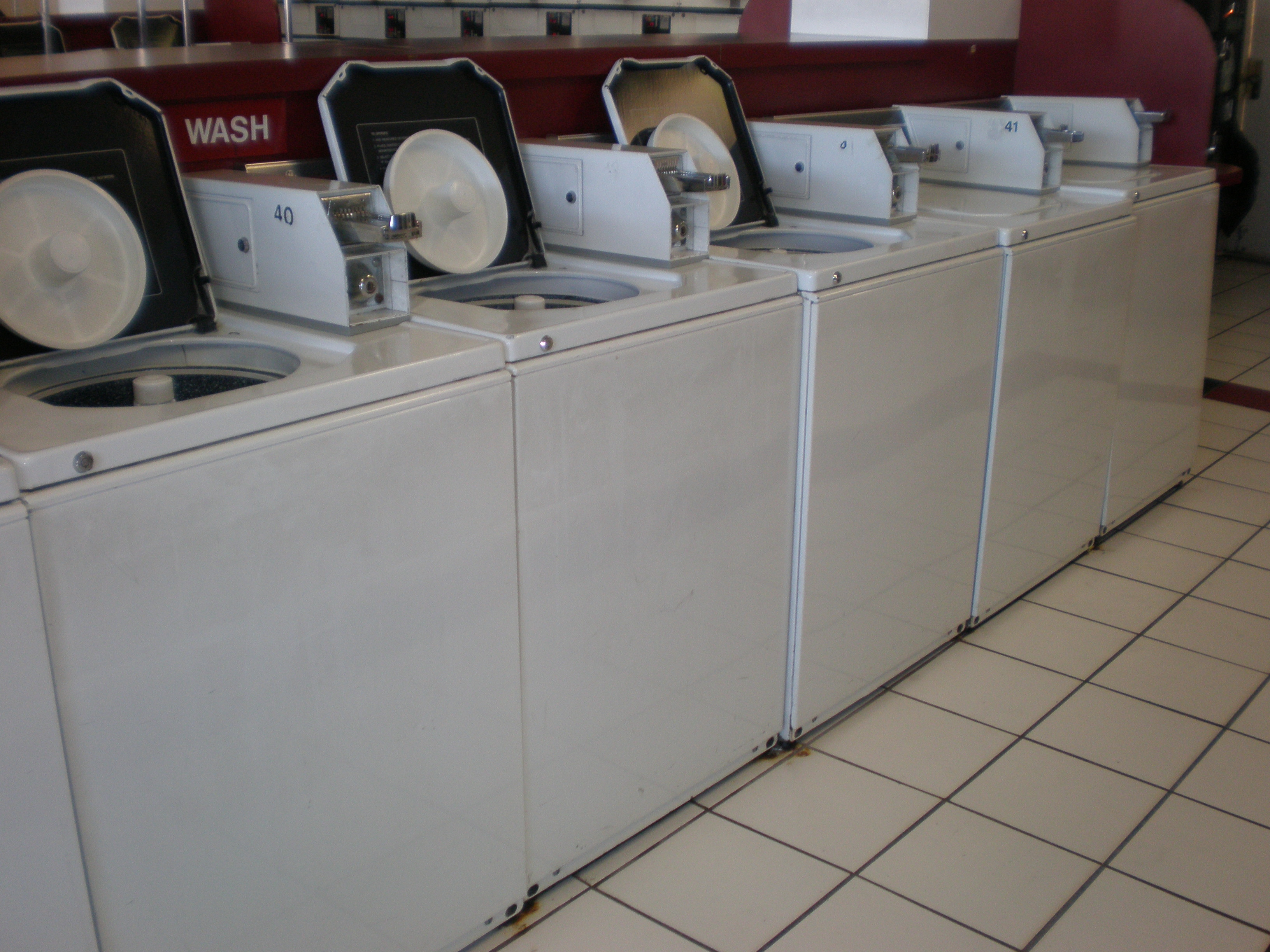
通用商業投幣洗衣機

### 总部
通用电气的总部位于麻薩諸塞州的波士顿。
公司位于纽约市的GE大樓是纽约有名的摩天大楼之一。

### 领导人
从开始职务的1913年到现在，通用电气公司总共有十一任董事长。从1892年到结束总裁职位的1967年，GE有过九任总裁。从开始CEO职务的1963年到现在有过四任CEO。雷夫·J·科迪納爾发明了CEO这一职务。
現任CEO是2017年8月1日上任的約翰·L·夫蘭納瑞（John L. Flannery），他自2001年9月7日起就掌管了公司17年的杰夫·伊梅尔特（Jeff Immelt）手中接手CEO職務，並在同年10月升任董事會主席。在此之前，夫蘭納瑞原本是GE子公司GE醫療的CEO。

### 品牌
GE的品牌价值是490亿美元，是世界上品牌价值第9大的公司。在2013年富比士网站「世界领先的前2000个企业」中，GE排名第4位，GE以342亿美元被富比士排在了世界品牌价值的第7位，
在全球品牌顾问Interbrands的估價网站上GE则以469.47亿美元成为世界第六市值的品牌。
GE的品牌口号是“梦想启动未来”（imagination at work）。

### 研发中心
1900年，通用电气在车库里建立了第一个研发中心。
现在，GE在全球有四个一流实验室，它们分别位于美国纽约州斯克內塔第Niskayuna（1900年开放），印度邦加羅爾（2000年9月开放），中国上海（2003年10月开放）和德国慕尼黑（2004年6月开放）。GE研发中心曾诞生过2位诺贝尔奖得主。他们分别是1932年诺贝尔化学奖得主歐文·朗繆爾和1973年诺贝尔物理奖得主伊瓦尔·贾埃弗。

### 业务
通用电气的业务包括：
- 家电：GE是全球最大的家电制造商之一，1907年创建，2016年出售業務，僅保留品牌授權收入。
- 航空：GE为美国首架噴氣式飛機提供了发动机，至今是业界领先的制造商。[29]
- 消费类电子产品：提供电话、计算机配件、音频视频解决方案和数码相机。
- 配电产品：电气元件、系统和服务。
- 能源：煤电、水电、核电、风力发电、潔淨煤
- 金融：GE在全球超过35个国家提供贷款、運營租賃、融资计划、商业保险，为超过1.3亿名客户提供信贷服务。
- 医疗：拥有先进医疗技术。
- 照明：GE一百多年的历史从发明世界上首盏白炽灯开始。
- 轨道交通：在世界各地，已經有15300多台GE机车在铁轨上运行。
- 安全：产品包括毒品檢測、防盗和门禁、监视器、火灾探测器。

### 旗下公司
- GE资本
  - GE航空金融服务
  - GE商业金融
  - GE能源金融服务
  - GE金融
  - GE基金
- GE技术设施
  - GE航空
  - GE企业解决方案
  - GE医疗
  - GE交通
- GE能源设施
  - GE水处理
  - GE油气
  - GE能源
- GE消费者与工业
  - GE器材
  - GE照明
  - GE电力配送
- 泰國第5大銀行大城銀行（Bank of Ayudhya）33%股份

## 丑闻

### 會計疑雲
2019年8月15日，独立会计师，曾揭露麦道夫庞氏骗局的Harry Markopolos发报告称，通用电气企图通过不准确甚至是欺诈的财报来掩盖公司财务问题，并指称“通用电气是一个比安然丑闻案更大的诈骗案”。
报告长达175页主要觀點有
- 公司会计违规行为涉及金额达380亿美元，为今日市值的54%以上。
- 公司存在185亿美元保险储备缺口。
- 油气业务的会计計算方式有大问题。
- 真實运营资金情况造假。

Harry稱此案他整個團隊大幅研究了七個月才公布，並相信實質狀況比發現的證據更糟，隔日通用股票一天大跌11%，市值蒸发89.8亿美元。通用方面首席执行官拉里•卡尔普（Lawrence Culp）發表通稿，全盤否認，並反向指控該報告在公布前先給了某基金經理人過目，有意圖操作股市嫌疑。雙方陷入口水戰真相至今未明，但大量投資人取信於Harry的公信力，認定其不是在大事件上胡說之人，因此造成股價重創。

### 工业污染
GE曾经有相当长的大规模空气和水质污染史。据2000年政治经济研究学院的调查记录显示，GE在“美国四大制造型污染企业”名单当中，污染的数据是每年排放超过4.4百万磅（相当于2,000公吨）的有毒化学物质。
- 1947年至1977年期间，GE已经因Hudson Falls和Fort Edward两处电容器制造厂排放多氯联苯污染到哈德逊河，累计索赔了1.3百万英镑。在支付索赔中，GE多次利用媒體戰和政治輿論来逃避负责处理河流污染问题：GE在法院攻击《舒坡尔基金法》（The Superfund Law）；发起了广泛的媒体战，声称是海捞船只导致多氯联苯污染，拒绝支付河流的污染处理費用[34]。2002年，GE被勒令负责处理哈德逊河污染段，大约长40-英里（64-）[35]。
- 1983年，纽约州总检察长Robert Abrams以美国纽约北部地方法院（United States District Court for the Northern District of New York）名义起诉GE，要求GE支付Waterford市土地的清除费用，因为该市土地已被GE排放的估算超过100,000吨的有毒化学物质所污染（当时排放是合法的）[36]。
- 1999年，GE同意支付2.5亿美元，解决与公司污染排放有直接关系的豪萨托尼河（Housatonic River）多氯联苯和其他有害物质的处理问题[37]。
- 2003年，针对GE不太关注提供公共健康和公共环境的保护措施，美國國家環境保護局（EPA）发布了一项强制行政命令，敦促GE必须处理公司在乔治亚州罗马市的多氯联苯污染等问题[38]。

## 彌補环保措施
2005年5月GE正式发表了“绿色畅想”计划（"Ecomagination"），绿色创想是GE新启动的投资战略。其通过GE的绿色技术，使社会减少用水量、提高水的再利用水平、减少温室气体排放量并提高能效，同时提高公司收益。用CEO伊梅尔特的话说，是为了“可持续发展”，该计划涉及的领域有水处理、消费金融、航空、运输、能源、塑料、硅树脂、消费与工业等。而公司涉及的业务有海水淡化平台，太阳能光电、风力发电、煤电、涡轮发动机、小型荧光灯等。
- 2005年，GE计划在每年的环保技术上，项目投资从2005年的7亿美元增加到2010年的15亿美元[39]。
- 2007年，这一数据已经改为从2007年的20亿美元增加到2010年的25亿美元[42]。
- 2008年，GE承诺投入14亿美元，用于绿色项目上的研發。至10月份的时候，GE已向市场投入了70多种绿色产品，例如GE生产的Diamond Precise灯比市场上标准的50瓦卤素PAR20灯和R20白炽要节能58%[43]。

由于清洁能源是全球性的需求，GE的再生能源业务在美国和全球市场上扩展得比较快。自从2002年加入到再生能源产业行列以来，GE已经累计投入8.5亿美元来开发再生能源技术。2009年，在包括太阳能、风能、颜巴赫燃气发动机（Jenbacher engines using waste gases）在内的再生能源开发与应用带动下，GE已经在全球聘请了超过4,900名员工，创造出了10,000多个相关工作岗位。

## 影视相关
- GE是1991年奥斯卡金像奖最佳纪录短片提名影片[45]《GE's rosy 'We Bring Good Things To Life》讲述的焦点，该片讲述的一个由于核反应堆的设施建设和实验测试而给周边居民造成毁灭性破坏的真实故事[46]。
- GE还经常是NBC电视剧《30 Rock》（中译为《我为喜剧狂》或《超级制作人》）的讥讽对象，不过NBC电视台是GE旗下的子公司，而《30 Rock》这一剧名也来源于NBC摄影棚的地址：洛克菲勒中心30号（"30 Rockefeller Plaza"）。

## 外部連結
- General Electric （页面存档备份，存于）（英文）
- GE China （页面存档备份，存于）（简体中文）

### 财务数据相關
- 市场分析师 （页面存档备份，存于） - 雅虎财经
- 分析师评估 （页面存档备份，存于） - 市场观察
- SEC（美国证券交易委员会）申报 （页面存档备份，存于） - EDGAR Online
- 主要持股人 - MSN财经
- 股票期权 （页面存档备份，存于） - 晨星
- 研究报告 （页面存档备份，存于） - 雅虎财经
- 记录 （页面存档备份，存于） - SeekingAlpha
- 高管信息 （页面存档备份，存于） - 路透社
- 综合信息 （页面存档备份，存于） - Google财经